# Clearlake (Kalifornia)
Clearlake város az USA Kalifornia államában, Imperial megyében. Lakosainak száma 16 685 fő (2020. április 1.).

## Népesség
A település népességének változása:

| 2010 | 15 250 |
| 2020 | 16 685 |